# Goriška

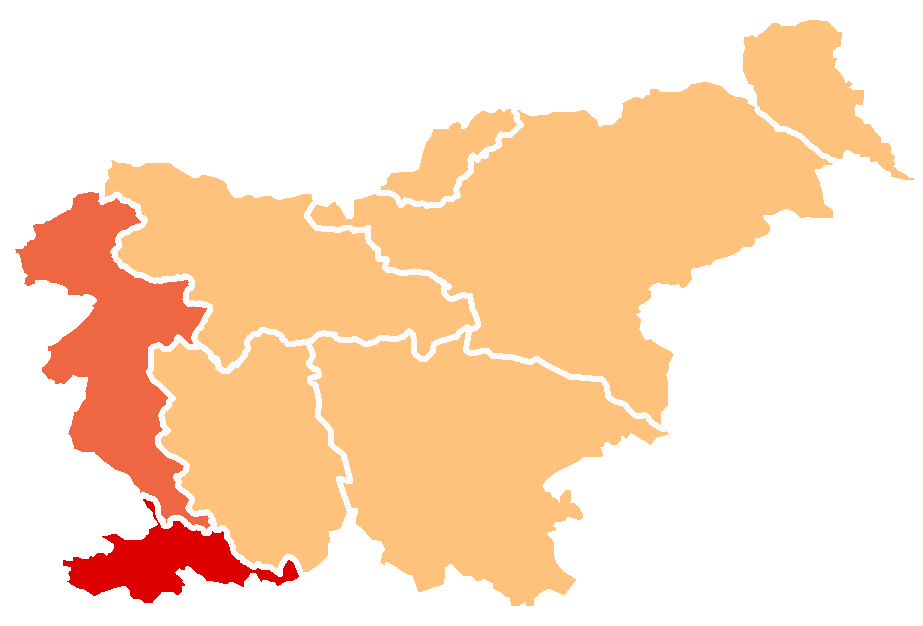
Mapa del litoral eslovè amb Goriska

Goriška és la regió situada a l'extrem oest d'Eslovènia, i té com a capital Nova Gorica. L'antiga capital, Gorizia (en eslovè Gorica), pertany a Itàlia des de la Primera Guerra Mundial.